# Heinrich Schickhardt
Heinrich Schickhardt (Herrenberg, 5 febbraio 1558 – Stoccarda, 6 giugno 1635) è stato un architetto, gesuita e ingegnere tedesco.

## Biografia
Nato da una famiglia borghese, inizia il suo apprendistato nel 1578 presso la corte di Württemberg con l'architetto Georg Beer, dove viene notato dal duca Federico I di Württemberg. Nel 1599 è responsabile della progettazione della nuova città di Freudenstadt, mentre nel 1608 viene nominato architetto ducale: nello stesso periodo si dedica alla sistemazione di Schillerplatz di Stoccarda, capitale del ducato.
Conosciuto anche come ingegnere, nel 1632 pubblica le sue memorie. Viene ucciso nel 1635 a Stoccarda durante la guerra dei trent'anni.
Il suo stile deve molto all'architettura italiana, dove fece vari viaggi: è attestata la sua presenza presso il cantiere della chiesa di san Fedele di Milano, che sarebbe servita come modello per le chiese gesuite.
Insieme al Duca Federico di Freudenstadt viaggiò in Italia in occasione del Giubileo di Clemente VIII prendendo appunti scritti e disegnati in un diario quale documentazione di ciò che riteneva interessante. «(...) disegnò anche lettighe e carrozze italiane, nuovi modelli che lo colpirono e che ci danno una viva immagine di come si viaggiava in quei tempi».

## Galleria d'immagini

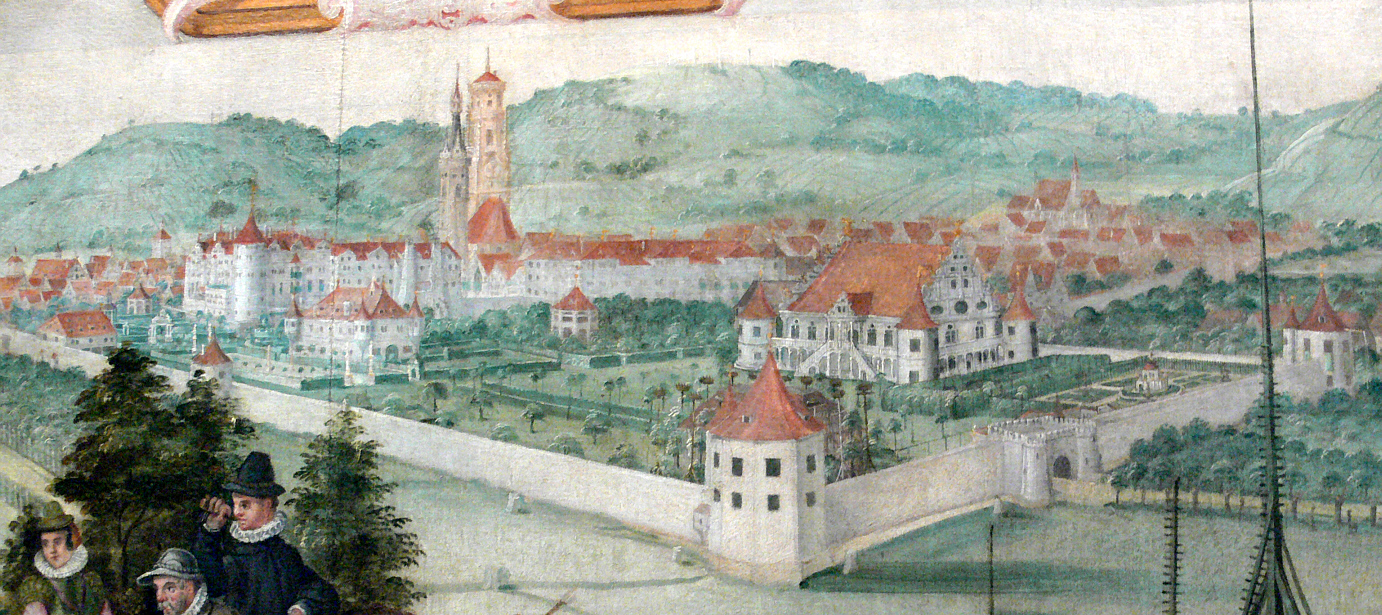
"Neues Lusthaus" di Stoccarda
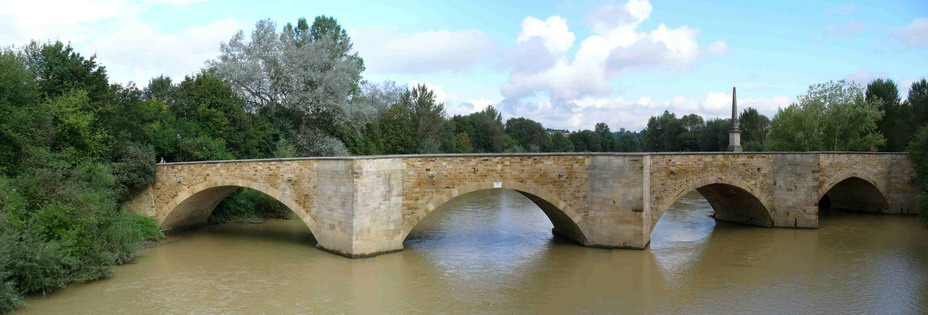
"Ulrichsbrücke" a Köngen
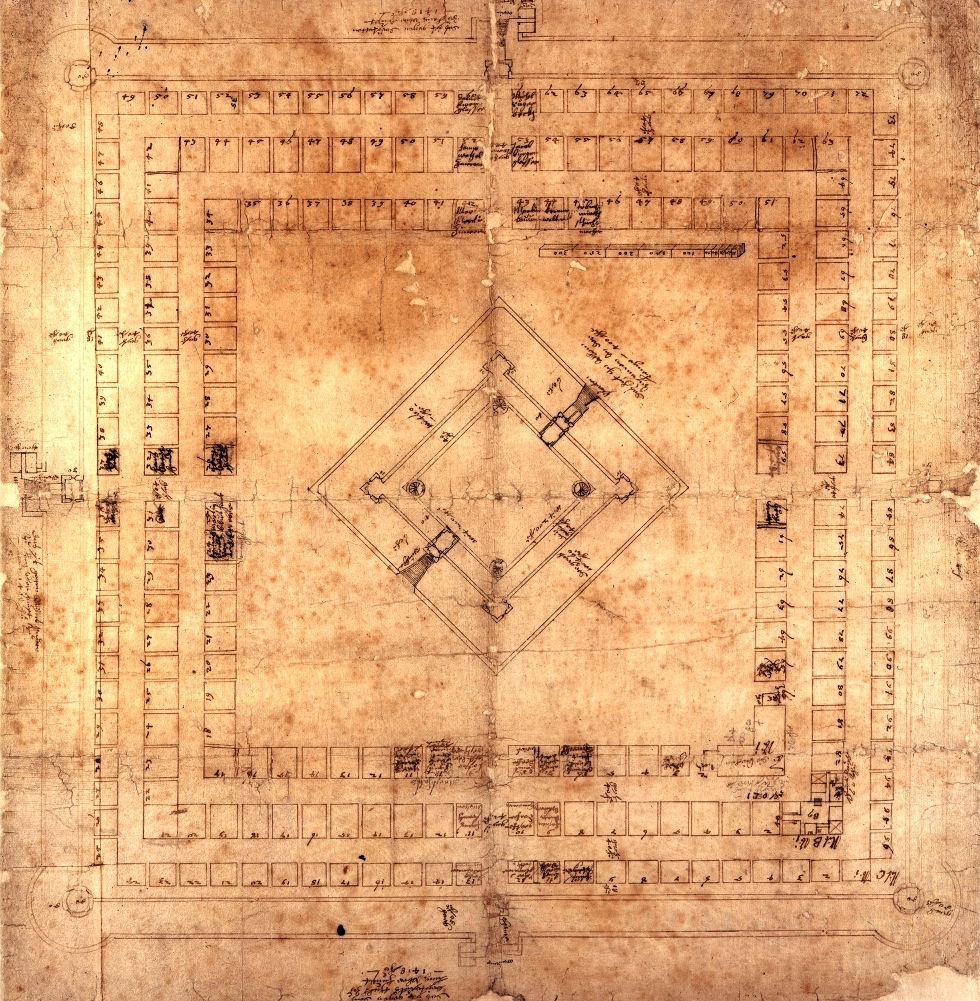
Piano della città di Freudenstadt